# Tickencote
Tickencote est un village et une paroisse civile d'Angleterre situé dans l'est du Rutland. Au recensement de 2001, Tickencote avait 27 habitants. À celui de 2011, sa population toujours inférieure à 100 personnes a été comptée avec celle de la paroisse civile de Great Casterton. 

## Géographie
Tickencote s'étend le long de la route A1, à l'est d'Empingham.

## Histoire
Le village est célèbre pour son Église St Peter (en), dont le chœur possède une superbe arche romane. Depuis sa construction il y a 900 ans, cette arche s'est légèrement ouverte, ce qui lui donne son aspect surbaissé actuel. L'église elle-même a été partiellement reconstruite en style néo-normand par Samuel Pepys Cockerell en 1792.